# Genderdal
Genderdal is een buurt in het stadsdeel Gestel, van de stad Eindhoven, in de Nederlandse provincie Noord-Brabant. Genderdal behoort tot de wijk Oud-Gestel. Op 1 januari 2023 telde de buurt 2.915 inwoners, verdeeld over 1.579 woningen, met een gemiddelde WOZ-waarde van € 270.000, op een oppervlakte van 0,6 km².

## Ontwikkeling
Rond 1950 werd door stedenbouwkundige J. Kuiper een uitbreidingsplan van de stad Eindhoven gepresenteerd, waarbij hij de stad als een bloem zag. De grote uitvalswegen vanuit het hart van de stad vormden de 'nerven' waaromheen woonwijken zich ontwikkelden als 'bloembladen'.
De Karel de Grotelaan, oorspronkelijk ontworpen als een parkway, vormt hier de nerf van het bloemblad Genderdal, welke in de tweede helft van de jaren 1950 tot stand is gekomen.

## Opzet
In de opzet van deze wijk is de wijkgedachte tot op zekere hoogte herkenbaar. De wijk is hiërarchisch opgebouwd, met grotere bouwblokken langs de grotere uitvalswegen en kleinere laagbouw daarachter. Tussen de bouwblokken bevinden zich groene ruimtes. De verschillende buurten binnen de wijk hebben hun eigen hart met een school, kerk en winkelgebied. De oude lintbebouwing langs de Hoogstraat vormt een extra voorzieningengebied.
De wijk kent een variatie aan woningen: het verschilt van eengezinswoningen tot grote appartementencomplexen. Opmerkelijk aan deze wijk is de toepassing van industriële bouwmethoden en een toepassing van pre-fabonderdelen. In het zuiden vindt men kenmerkende Airey-woningen.

## Foto's

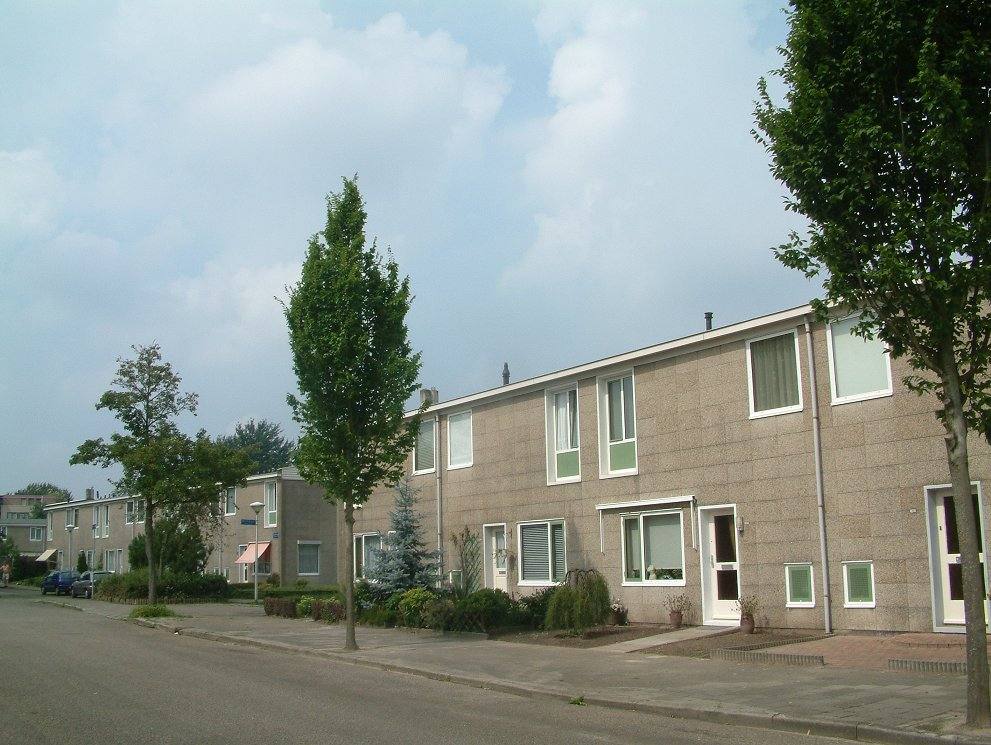
Airey-woningen aan de Schubertlaan
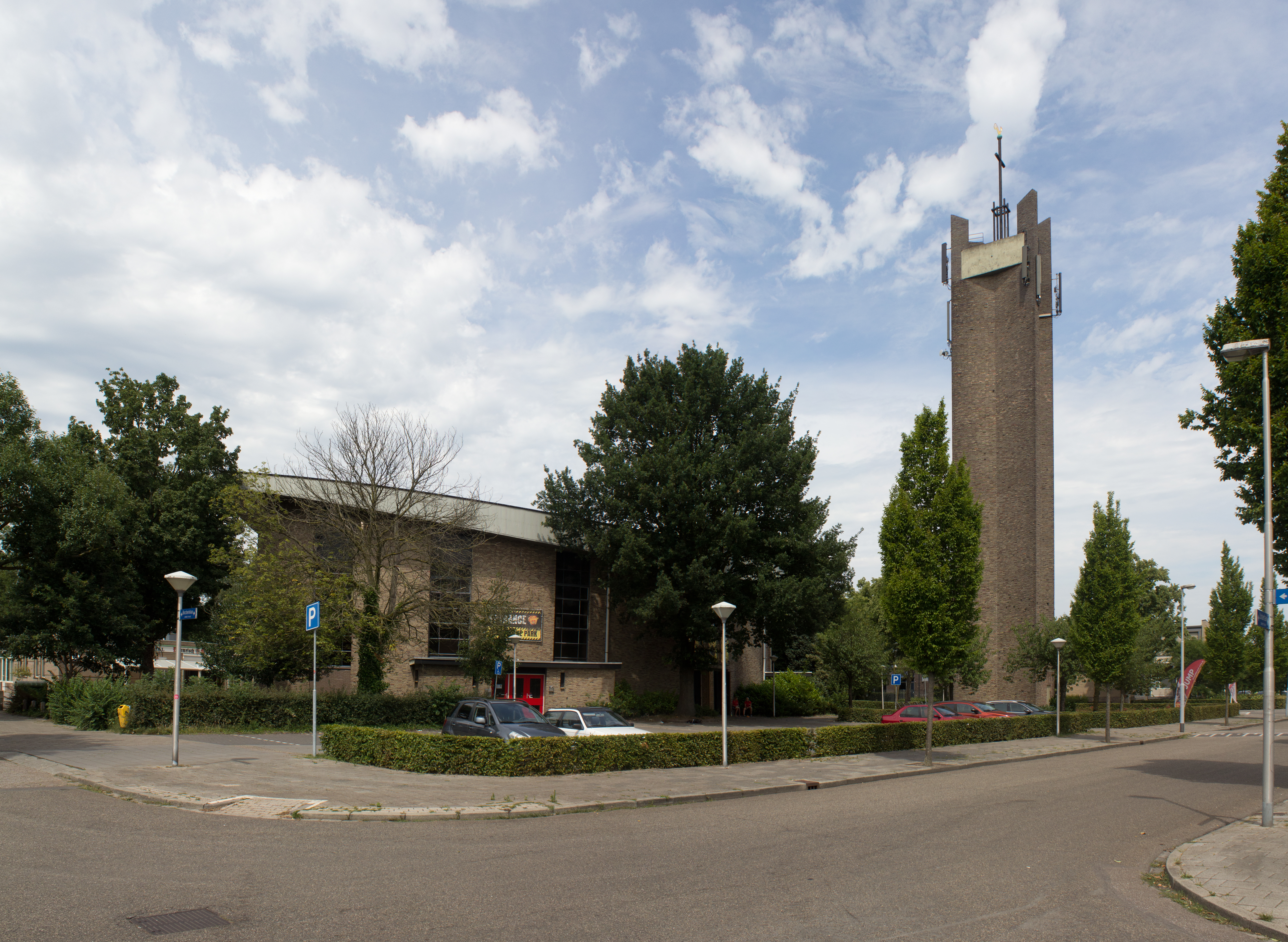
Heilige Hartenkerk
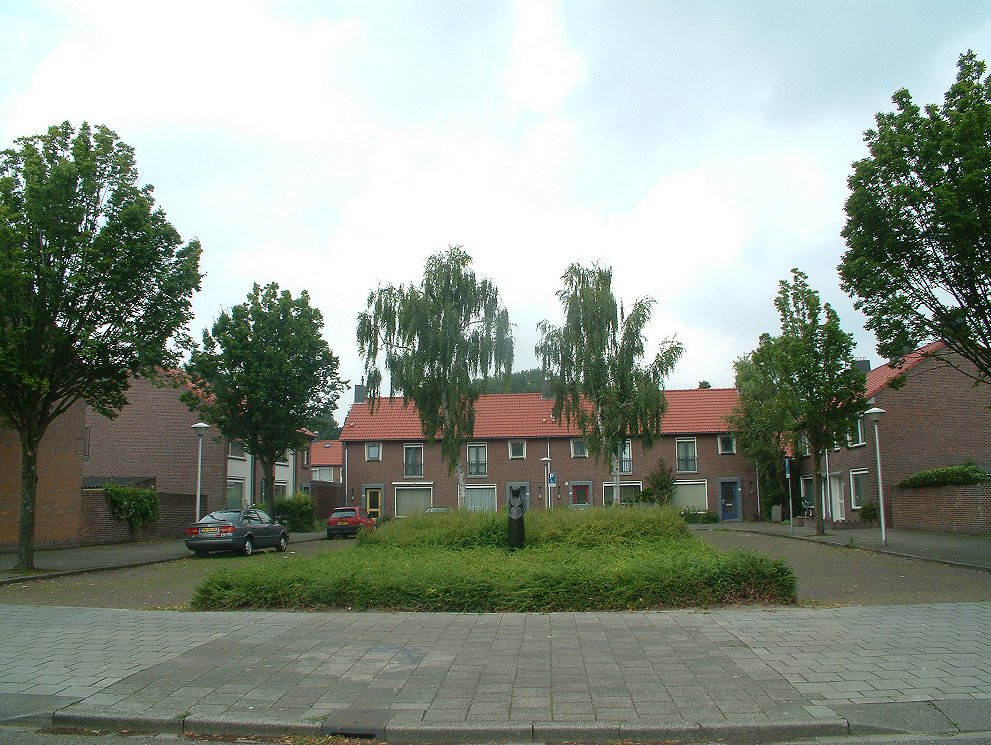
Mendelsohnlaan